# Terzan 7
Terzan 7 is een jonge bolvormige sterrenhoop waarvan men denkt dat deze in het Sagittarius Dwarf Elliptical Galaxy heeft gelegen. De sterrenhoop ligt ruim 237.000 lichtjaar van de Aarde verwijderd in het sterrenbeeld Boogschutter. De cluster heeft een grote populatie blauwe achterblijvers, die sterk geconcentreerd is richting de kern van Terzan 7. Terzan 7 was de felste van de zes bolvormige sterrenhopen die ontdekt waren door de Franse astronoom Agop Terzan in 1968.